# L'uomo che morì come un salmone
L'uomo che morì come un salmone (titolo originale Mannen som dog som en lax) è un romanzo giallo di Mikael Niemi, pubblicato per la prima volta in Svezia nel 2006, ed in Italia nel 2011. 

## Trama
Pajala, provincia del Norrbotten, estremo nord della Svezia. Un vecchio pensionato, Martin Udde, viene ritrovato ucciso in casa sua, sventrato con una fiocina da pesca. Manca il portafoglio, e sul fornello elettrico brucia qualcosa; le analisi rivelano che è la sua lingua. Spetta a Therese Fossness, giovane investigatrice della squadra nazionale anticrimine inviata da Stoccolma, cercare i motivi alla base di questo strano delitto. Le prime indagini puntano sulla forte avversione di Udde verso la lingua locale, il meänkieli, e questo sembra condurre all'incriminazione di Esaias Vanhakoski, personaggio schivo e misterioso che in passato aveva avuto forti attriti con la vittima, anche per motivi familiari. Le prove però sono deboli e la pista perde definitivamente peso quando per un colpo di fortuna vengono catturati due truffatori violenti la cui auto era stata vista girare nella zona prima dell'omicidio di Udde. Una buona scusa per Therese per lasciare l'inchiesta e quell'ambiente da cui si sente fortemente attratta e allo stesso tempo respinta, e tornare a Stoccolma, alla sua vita di sempre. Ma le rimane la forte impressione che sia tutto troppo semplice, che manchi qualcosa di importante. Qualcosa che ha a che fare con Esaias, con quella lingua e quelle tradizioni che in quei luoghi fuori dal mondo sembrano avere radici profondissime, quelle radici che lei non ha mai potuto trovare. Toccherà ad Esaias capire cosa lega tutti i fili di questa oscura storia, in cui proprio le comuni radici finiranno per fornire l'elemento chiave.

## Personaggi
- Therese Fossness. Investigatrice capo dell'anticrimine al suo primo incarico, trentatré anni ed un passato pieno di vuoti da colmare.
- Esaias Vanhakoski. Personalità enigmatica, molto legato alle tradizioni e alla lingua del Tornedal, ne conosce i lati chiari ed oscuri.
- Sonny Rantatalo. Assistente di polizia locale, alle prese con un crimine insolito ed un matrimonio in grave crisi.
- Ånderman. Esperto agente della scientifica di Stoccolma, capace di immergersi a fondo nell'atmosfera dei crimini, da poco uscito da una grave malattia.
- Helene Fossness. Madre di Therese, per lei memoria ingombrante, carica di rancori per tutto quello che il mondo non ha saputo darle.
- Jan Evert Herdepalm. Nipote della vittima, biologo dalle origini afro-tornedaliane, proprio grazie a questo avrà il modo di fornire interessanti spunti all'indagine.

## Edizioni italiane
- Mikael Niemi, L'uomo che morì come un salmone, traduzione di Laura Cangemi, Milano, Iperborea, 2011  [2006],  p. 322, ISBN 978-88-7091-187-9.